# Senecio mimetes
Senecio mimetes là một loài thực vật có hoa trong họ Cúc. Loài này được Hutch. & R.A.Dyer miêu tả khoa học đầu tiên.